# Болдер, Роберт
Ро́берт Бо́лдер (англ. Robert Bolder; 1859 — 10 декабря 1937) — английский актёр немого кино. За период своей кинокарьеры, которая продолжалась с 1912 по 1936 год, снялся в 99 фильмах, в том числе в нескольких фильмах Чарли Чаплина.
Родился в Лондоне, переехал в Калифорнию, где работал на студии «Essanay Studios».
Умер в Лос-Анджелесе, штат Калифорния.

## Избранная фильмография
- 1913 — Его спортивная жена
- 1915 — Его новая работа — президент студии
- 1916 — Обозрение творчества Чаплина в «Эссеней» — президент студии
- 1916 — / The Nick of Time Baby
- 1920 — Нищий принц
- 1920 — Девушка в № 29 / The Girl in Number 29
- 1921 — / Black Beauty
- 1922 — Убийство
- 1922 — За горами / Beyond the Rocks
- 1923 — Сердитый
- 1924 — Драматическая жизнь Авраама Линкольна / The Dramatic Life of Abraham Lincoln
- 1924 — Голубая кровь / Blue Blood
- 1924 — Морской ястреб
- 1927 — Тарзан и золотой лев
- 1929 — Одинокий мужчина
- 1934 — Остров сокровищ
- 1935 — Великое олицетворение
- 1935 — Брачная ночь — доктор